# Ернст Закс
Ернст Закс (нім. Ernst Sachs, 24 грудня 1880, Берлін — 23 серпня 1956, Бад-Вільдбад) — один з вищих офіцерів СС, обергруппенфюрер СС і генерал військ СС (21 червня 1943), генерал-лейтенант вермахту (1 жовтня 1935).

## Біографія
Після закінчення школи вступив на службу в 1-й Залізничний полк німецької армії, 10 березня 1900 року отримав звання фанен-юнкер. Учасник Першої світової війни, за бойові заслуги був нагороджений Залізним хрестом 1-го і 2-го класу. Після війни служив в рейхсвері, займав штабні посади. З 1 грудня 1926 по 1 травня 1929 року командир 1-го батальйону зв'язку. З 1 листопада 1930 року командир курсів зв'язку (секція D) в артилерійській школі Ютеборга. З 1 жовтня 1934 року командир армійської школи зв'язку в Галлі.
З 1 листопада 1936 року інспектор частин зв'язку при рейхсфюрері СС. 9 листопада 1936 року був прийнятий в СС (квиток № 278 781), отримав звання бригадефюрер СС і був переведений на службу в Головне управління СС, де очолив 11-те управління (зв'язок). 1 травня 1937 року вступив в НСДАП (квиток № 4 167 008). Міністром пропаганди Йозефом Геббельсом 15 травня 1940 року призначений президентом німецького товариства передавальних радіоаматорів (DASD).
1 листопада 1940 року призначений шефом Служби зв'язку СС і залишався ним до кінця війни. У 1943 році був знятий з військового обліку у Вермахті. 9 листопада 1944 року зарахований в Штаб рейхсфюрера СС. Помер 23 серпня 1956 року в Бад-Вільдбаді від серцевого нападу.

## Нагороди
- Залізний хрест 2-го і 1-го класу
- Орден «За військові заслуги» (Баварія) 4-го класу з мечами
- Прусський орден Корони 4-го класу
- Лицарський хрест 2-го класу ордена Альберта з мечами
- Лицарський хрест 1-го класу ордена дому Саксен-Ернестіне з мечами
- Хрест «За військові заслуги» (Ліппе)
- Хрест «За військові заслуги» (Австро-Угорщина) 3-го класу з військовою відзнакою
- Військова медаль (Османська імперія)
- Лицарський хрест ордена «За військові заслуги» (Болгарія) з мечами
- Хрест «За вислугу років» (Пруссія)
- Почесний хрест ветерана війни з мечами
- Медаль «За вислугу років у Вермахті» 4-го, 3-го, 2-го і 1-го класу (25 років)
- Кільце «Мертва голова»
- Почесна шпага рейхсфюрера СС
- Медаль «У пам'ять 13 березня 1938 року»
- Медаль «У пам'ять 1 жовтня 1938»
- Хрест воєнних заслуг 2-го і 1-го класу з мечами